# Tranvia di Washington
La tranvia di Washington (in inglese Washington Streetcar, IPA: [ˈwɒʃɪŋtən ˈstritˌkɑr]) è una tranvia che collega la Washington Union Station con il quadrante nord-est della città. È conosciuta anche come linea H Street/Benning Road dal nome delle strade che attraversa ed è gestita dalla società francese RATP Dev.
Aperta il 27 febbraio 2016 dopo una complessa genesi, rappresenta il ritorno del tram a Washington dopo 54 anni. Dal 1862 al 1962 la città era infatti dotata di un'estesa rete tranviaria poi dismessa e sostituita con degli autobus.

## Il servizio
La linea è attiva sette giorni su sette, con un servizio ridotto nei fine settimana. La frequenza varia tra i 10 minuti delle ore di punta e i 15 minuti delle ore di morbida. Il tempo necessario per percorrere tutta la linea è di 20 minuti.